# Villa Serra (Cornigliano)
Villa Domenico Serra a Cornigliano è una storica villa patrizia italiana, sita a Genova. Sorge sull'antica via San Giacomo che dal ponte di Cornigliano conduceva all'omonima chiesa, costellata di molti edifici di villeggiatura delle grandi famiglie genovesi dal Cinquecento al Novecento. La villa prende il nome dal nome e dal cognome del primo proprietario per differenziarla da Villa Serra Richini, altra villa storica del quartiere.

## Storia
Fu edificata sulle fondamenta di un altro edificio di proprietà dei Serra, testimoniato dal Vinzoni, demolito per fare posto alla nuova villa.
Domenico Serra commissionò la costruzione al noto architetto Andrea Tagliafichi che aveva lavorato a Genova al parco di Villa Rostan e a Villa Rosazza ed era un personaggio molto ricercato all'epoca, progettista, scenografo, decoratore ed ingegnere civile ed idraulico, allineato con gli stili di tendenza in Europa che stavano riscoprendo un gusto classico.
Tagliafichi accettò l'incarico curando personalmente tutto il progetto, dalle fondamenta alle tubature all'arredo interno.
Nel 1916 il Marchese Orso Serra vendette l'edificio con il parco all'allora ancora esistente Comune di Cornigliano che lo adibì a sede del comune, poi, con la realizzazione della Grande Genova, passò al Comune di Genova e rimase come sede del distaccamento nel quartiere degli uffici comunali.
Durante la Seconda Guerra mondiale l'edificio venne gravemente danneggiato dai bombardamenti, un primo restauro venne affidato all'architetto Balzaretti, tuttavia, per garantire l'agibilità si procedette ad alcune modifiche strutturali che modificarono la struttura originaria, ad esempio il rifacimento dei solai in cemento e l'abbassamento del soffitto del salone principale, originariamente a doppia altezza e oggi allineato alle altezze degli altri ambienti. Le decorazioni e gli stucchi, anche a causa dei danni subiti, sono invece completamente sparite.
Negli anni '90 l progressivo degrado interno ed esterno costrinse gli uffici e le istituzioni ad essere trasferiti altrove, il municipio fu spostato in parte in Villa Durazzo Bombrini e in Villa Spinola Narisano e dopo un ulteriore decennio di abbandono furono installati dei ponteggi per sorreggere la struttura pericolante e delle transenne di recinzione che rimasero per i primi dieci anni del XXI secolo.
Nel 2010 fu approvato dal Comune un piano di restauro conservativo con il supporto della Società per Cornigliano, dell'Associazione Sviluppo Genova e della Soprintendenza ai Beni Culturali che ha in tutela l'edificio, dando seguito alle molte richieste dei cittadini e delle associazioni di zona che volevano la villa, uno dei simboli del quartiere di Cornigliano e ben visibile dalla strada nel suo stato di incuria, restaurata e nuovamente agibile. L'allora sindaco Marta Vincenzi, durante l'inaugurazione dei lavori, espresse l'intenzione di trasformare l'immobile in un polo d'innovazione e un incubatore d'imprese.
Il restauro si è concluso nel 2012 mentre continuano gli interventi di sistemazione del verde pubblico circostante, oggi Giardini Melis.
Durante la risistemazione è stato inoltre scoperto uno sconosciuto ninfeo nella parte posteriore della villa, di cui è previsto un recupero nell'ambito del progetto ancora in corso.
La villa è occupata dal presidio di Cornigliano della Polizia Municipale.

## Descrizione
Tagliafichi progettò una struttura tipicamente neoclassica del corpo centrale abbellita con archi ciechi sopra le finestre del piano mediano e con l'uso di colori in netto contrasto tra intonaco della facciata e rilievi e balaustre per creare maggiore profondità. Purtroppo l'intero decoro originale è andato perduto e nei lavori di restauro si è proceduto ad una stesura più uniforme del colore d'intonaco.
Le linee nette e precise dell'edificio vennero inoltre movimentate dall'introduzione sui due angoli anteriori della costruzione di avancorpi loggiati sormontati da terrazze. Nell'ingresso della villa si riconoscono chiaramente le origini da scenografo di teatro del Tagliafichi, l'accesso è infatti organizzato su più piani ottici intorno ad una fontana coperta sotto una piccola loggia che protende dalla facciata e funge da nodo centrale dell'architettura, da lì salgono due scaloni gemelli laterali che raccordano i due loggiati laterali alla balaustra antistante il piano nobile, a sua volta sporgente sopra la loggia della fontana.
All'interno sia l'arredo sia la decorazione della villa furono progettati in stile neoclassico, con stucchi ai soffitti e alle pareti ormai completamente scomparsi.
Tagliafichi riorganizzò completamente anche il giardino circostante, oggi del tutto scomparso per fare spazio alle nuove necessità urbanistiche.
Il parco originale si estendeva fino al mare (al tempo la spiaggia era posta poco oltre l'attuale Via Cornigliano) ed era attraversato da un viale principale contornato da aiuole di piante sempreverdi dalle forme geometriche, una vasta spalliera di azalee e un giardino d'inverno di piante esotiche. L'intero parco era disseminato di palme, alcune ancora visibili. Dei molti elementi scultorei che l'architetto progettò non rimane nulla.